# NGC 1882
NGC 1882 (również ESO 85-SC57) – gromada otwarta, znajdująca się w gwiazdozbiorze Złotej Ryby. Należy do Wielkiego Obłoku Magellana. Odkrył ją John Herschel 3 stycznia 1837 roku.